# يو (فرقة روك فلندية)
يوه Yö (والتي تعني في اللغة العربية الليلة)و هي عن فرقة روك فنلندية تأسست عام 1981 في بوري، والتي كانت واحدة من أطول فرق الروك الفنلندية وأكثرها شعبية. في الأيام الأولى من ثمانينيات القرن العشرين، تُعد فرقة يوه واحدة من فرق الروك الفنلندية المتأثرة لوقت قليل باسلوب البانك روك ولكن سرعان ما بدأت في تطوير اتجاه من نوع «موجة جديدة» للموسيقى. أصدرت الفرقة 23 ألبومات وتوقفت عن العمل بعد وفاة المغني أولي ليندهولم في فبراير 2019، بشكل غير متوقع.
الأغاني الأكثر شعبية للفرقة تشمل " Dirty Legends I "، " Swan Song "، " Tia-Maria "، " Son of man "، " Fragile "، " Love is snow-white "، " Road to my heart

## روابط خارجية
- يو على موقع IMDb (الإنجليزية)
- يو على موقع ميوزك برينز (الإنجليزية)
- يو على موقع أول ميوزيك (الإنجليزية)
- يو على موقع ديسكوغز (الإنجليزية)